# Callibotys
Callibotys és un gènere d'arnes de la família Crambidae.

## Taxonomia
- Callibotys carapina (Strand, 1918)
- Callibotys hyalodiscalis (Warren, 1896)
- Callibotys wilemani Munroe & Mutuura, 1969